# Fórmula 3 Sul-Americana
A Fórmula 3 Sul-americana (em espanhol: Fórmula 3 Sudamericana) foi o campeonato de Fórmula 3 supervisionado pela Confederação Esportiva Automobilística Sul-americana e disputada na América do Sul desde 1987 até 2013, tendo promovido eventos no Brasil, Argentina, Uruguai e Chile. É mais conhecida por revelar vários pilotos, incluindo Gabriel Furlán, Nelson Angelo Piquet, Ricardo Zonta, Hélio Castroneves e Cristiano da Matta.

## História
O Campeonato Sul-americano de Fórmula 3 foi disputado pela primeira vez em 1987, substituindo a Fórmula 2 CODASUR. O regulamento técnico e esportivo é o mesmo que a FIA estabelece para todas as categorias de Fórmula 3 disputadas nos demais países do mundo.
A primeira corrida da categoria aconteceu no autódromo de Cascavel, no Paraná. A pole position foi conquistada pelo argentino Guillermo Maldonado e a vitória pelo brasileiro Leonel Friedrich.
A categoria tem sua importância reconhecida pela Federação Internacional do Automóvel (FIA), que fornece ao campeão de cada temporada a carteira de "Superlicença" da Fórmula 1, e aos outros cinco mais bem colocados a "Licença A" para a Fórmula 3000 Internacional, considerada a Fórmula 1 Júnior.
Em 1986 Antonio De Souza Filho foi chamado no Autodromo de Interlagos, Jean-Marie Balestre o aguardava na administração com 20 Reynard Formula 3. Pedindo em nome da FIA e da Fórmula 1 o fim da Formula 2 Sul Americana para Formula 3 como seria no mundo inteiro. E ficou a cargo de Antonio De Souza Filho a distribuição dos carros.
A Fórmula 3 Sul-americana foi até 2013 a principal categoria de base do automobilismo brasileiro, aquela que melhor preparava e mais revelava futuros talentos para as principais categorias do automobilismo mundial. Na América do Sul era organizada por Antonio De Souza Filho (Toninho De Souza) pela De Souza Promoções & Eventos, depois a DS Eventos e até 1995 a Interlagos Eventos. Nos anos 2000 que assumiu foi a Vicar, com supervisão da Confederação Sul-Americana de Automobilismo (Codasur) e da Confederação Brasileira de Automobilismo (CBA).
Sua última temporada disputada foi em 2013. A partir do ano de 2014 ela deve passar por reformulação e mudar seu nome para Fórmula 3 Brasil.

## Sistema de pontuação
O sistema de pontuação segue os mesmos critérios da Fórmula 1, com os 10 primeiros pilotos marcando pontos, 25 - 18 - 15 - 12 - 10 - 8 - 6 - 4 - 2 - 1, respectivamente.
| Sistema de pontuação | Sistema de pontuação | Sistema de pontuação | Sistema de pontuação | Sistema de pontuação | Sistema de pontuação | Sistema de pontuação | Sistema de pontuação | Sistema de pontuação | Sistema de pontuação | Sistema de pontuação |
| Posição              | 1º                   | 2º                   | 3º                   | 4º                   | 5º                   | 6º                   | 7º                   | 8º                   | 9º                   | 10º                  |
| -------------------- | -------------------- | -------------------- | -------------------- | -------------------- | -------------------- | -------------------- | -------------------- | -------------------- | -------------------- | -------------------- |
| Pontos               | 25                   | 18                   | 15                   | 12                   | 10                   | 8                    | 6                    | 4                    | 2                    | 1                    |

## Campeões

### Classe A
| Ano  | Piloto                | Equipe                 | Chassi       | Motor               | Ref           |
| ---- | --------------------- | ---------------------- | ------------ | ------------------- | ------------- |
| 2013 | Felipe Guimarães      | Hitech Racing          | Dallara F309 | Berta               | [ 5 ]         |
| 2012 | Fernando Resende      | Cesário Formula        | Dallara F309 | Berta               | [ 6 ]         |
| 2011 | Fabiano Machado       | Cesário Formula        | Dallara F309 | Berta               | [ 7 ]         |
| 2010 | Bruno Andrade         | Cesário Formula        | Dallara F309 | Berta               | [ 8 ]         |
| 2009 | Leonardo Cordeiro     | Cesário Formula        | Dallara F309 | Berta               | [ 9 ]         |
| 2008 | Nelson Merlo          | Bassani Racing         | Dallara F301 | Berta               | [ 10 ] [ 11 ] |
| 2007 | Clemente Faria Jr.    | Cesário Formula        | Dallara F301 | Berta               | [ 12 ]        |
| 2006 | Luiz Razia            | Dragão Motorsport      | Dallara F301 | Berta               | [ 13 ] [ 14 ] |
| 2005 | Alberto Valerio       | Cesário Formula        | Dallara F301 | Berta               | [ 15 ] [ 16 ] |
| 2004 | Xandinho Negrão       | Piquet Sports          | Dallara F301 | Mugen Honda / Berta | [ 17 ]        |
| 2003 | Danilo Dirani         | Cesário Formula        | Dallara F301 | Mugen Honda         |               |
| 2002 | Nelson Piquet Jr.     | Piquet Sports          | Dallara F301 | Mugen Honda         |               |
| 2001 | Juliano Moro          | Amir Nasr Racing       | Dallara F301 | Mugen Honda         |               |
| 2000 | Vitor Meira           | Amir Nasr Racing       | Dallara F300 | Mugen Honda         |               |
| 1999 | Hoover Orsi           | Cesário Fórmula        | Dallara F394 | Mugen Honda         |               |
| 1998 | Gabriel Furlán        | GF Motorsport          | Dallara F394 | Mitsubishi          |               |
| 1997 | Bruno Junqueira       | Propcar Racing         | Dallara F394 | Opel                |               |
| 1996 | Gabriel Furlán        | GF Motorsport          | Dallara F394 | Fiat                |               |
| 1995 | Ricardo Zonta         | Cesário Formula        | Dallara F394 | Mugen Honda         |               |
| 1994 | Gabriel Furlán        | GF Motorsport          | Dallara F390 | Fiat                |               |
| 1993 | Fernando Croceri      | Cesário Formula        | Ralt RT34    | Mugen Honda         |               |
| 1992 | Marcos Gueiros        | Cesário Fórmula        | Ralt RT34    | Mugen Honda         |               |
| 1991 | Affonso Giaffone      | INI Competición        | Ralt RT34    | Volkswagen          |               |
| 1990 | Christian Fittipaldi  | Fittipaldi Competición | Reynard 883  | Alfa Romeo          |               |
| 1989 | Gabriel Furlán        | INI Competición        | Dallara F388 | Alfa Romeo          |               |
| 1988 | Juan Carlos Giacchino | Sommi Competición      | Dallara F388 | Alfa Romeo          |               |
| 1987 | Leonel Friedrich      | Maldonado Competición  | Berta MK3    | Volkswagen          |               |

### Fórmula 3 Light
| Ano  | Piloto                    | Chassi       | Motor       |
| ---- | ------------------------- | ------------ | ----------- |
| 2013 | Bruno Etman               | —            | —           |
| 2012 | Higor Hoffmann            | —            | —           |
| 2011 | Bruno Bonifácio           | Dallara F301 | Berta       |
| 2010 | Fernando Rezende "kid"    | Dallara F301 | Berta       |
| 2009 | Henrique Martins          | Dallara F301 | Berta       |
| 2006 | Caio Costa                | Dallara F394 | Berta       |
| 2005 | Paulo José Meyer Ferreira | Dallara F394 | Honda Mugen |
| 2004 | Marcos Guerra             | Dallara F394 |             |
| 2003 | Rodrigo Ribeiro           | Dallara F394 |             |
| 2002 | Duda Azevedo              | Dallara F394 |             |
| 2001 | Daniel Scandian           | Dallara F394 |             |
| 2000 | Martin Canepa             |              |             |
| 1999 | João Paulo de Oliveira    |              |             |
| 1998 | Ramon Ibarra              |              |             |
| 1997 | Diego Chiozzi             |              |             |
| 1996 | Anibal Zaniratto          |              |             |
| 1995 | Emiliano Spataro          |              |             |
| 1993 | Milton Sperafico          |              |             |
| 1992 | Suzane Carvalho           |              |             |

## Equipes da Fórmula 3 Sul-americana
| Equipes            | Chefes de Equipe    | Chassi       | Motor |
| ------------------ | ------------------- | ------------ | ----- |
| Kemba Racing       | Leonardo de Souza   | Dallara F309 | Berta |
| Hitech Racing      | Rodrigo Contim      | Dallara F309 | Berta |
| Cesário Fórmula    | Augusto Cesário     | Dallara F309 | Berta |
| Dragão Motorsport  | Luis Trinci, Dragão | Dallara F309 | Berta |
| Bassan Motorsport  | Eduardo Bassan      | Dallara F309 | Berta |
| Razia Sports       | Felipe Tejada       | Dallara F309 | Berta |
| Baumer Racing      | Lucílio Baumer      | Dallara F301 | Berta |
| Capital Motorsport | Mario Milton        | Dallara F301 | Berta |
| Prop Car Racing    | Darcio dos Santos   | Dallara F309 | Berta |